# 한누리비즈
한누리비즈는 전자사전과 PMP를 주력으로 하는 제조 및 판매회사이다. 1996년 설립 당시에는 에이원프로의 전자사전을 유통하는 업체였지만, 2003년부터 직접 제품을 생산해 판매하고 있으며 에이원프로의 제품은 현재 유통하지 않는다.
자세한 제품 정보는 브랜드명인 누리안을 참고하라. 현재 누리안회사는 2013.7.31. 폐업하여 없다.
그러나 2017.7.30 일로 확인된 바로는 홈페이지는 여전히 존재한다.